# Caroline Haslett
Dame Caroline Harriet Haslett (ur. 17 sierpnia 1895 w Worth, zm. 4 stycznia 1957 w Bungay) – angielska inżynier elektryk i orędowniczka praw kobiet.
Pierwsza sekretarz Women’s Engineering Society oraz założycielka i redaktorka jego czasopisma „The Woman Engineer”. Współzałożycielka, obok Laury Annie Willson, Electrical Association for Women. Od 1925 roku pierwsza dyrektorka Electrical Association for Women. Jej głównym zainteresowaniem było wykorzystanie zalet energii elektrycznej w celu uwolnienia kobiet od prac domowych tak, aby mogły realizować własne ambicje poza domem.

## Życiorys
Caroline Haslett urodziła się w Worth w Sussex w 1895 roku. Była drugim z pięciorga dzieci. Jej ojciec był inżynierem sygnalizacji na kolei, co podsyciło wczesne zainteresowanie Caroline narzędziami i maszynami. Jednocześnie uświadomiła sobie, że jej matka, podobnie jak większość kobiet na początku XX wieku, przez cały dzień myła, sprzątała, gotowała i rozpalała ogień. Nie było maszyn, które mogłyby pomóc w tej pracy.
Interesowała się botaniką. W 1906 roku uzyskała stypendium w Haywards Heath High School. Po zdobyciu na studiach umiejętności biurowych podjęła w 1914 roku pracę w firmie Cochran & Co. Była to firma inżynieryjna, produkująca kotły parowe, które miały strategiczne znaczenie dla brytyjskich sił zbrojnych podczas I wojny światowej.
Caroline przejęła kierownictwo biura w Londynie. Na swą prośbę została wysłana do zakładu firmy w Annan w Szkocji. Tutaj odbyła praktyczne szkolenie inżynierskie w zakresie projektowania kotłów.
W 1919 roku dołączyła do Electrical Association for Women, została jego sekretarzem i redagowała magazyn „The Woman Engineer”. Z pomocą czytelniczek magazynu określiła, które urządzenia są najbardziej przydatne dla kobiet zajmujących się pracami domowymi.
W 1924 roku została współzałożycielką i pierwszą dyrektorką Electrical Association for Women; organizacja zrzeszała 10 000 członkiń. Prowadziła wykłady, publikowała książki i czasopisma, które uczyły kobiety o elektryczności, bezpieczeństwie, podłączaniu wtyczki, instalowaniu oświetlenia. W 1935 roku zaproponowała model tzw. „All-Electric House”. 
W 1931 roku, w wieku 36 lat, została odznaczona Orderem Imperium Brytyjskiego za zasługi dla kobiet.
Podczas II wojny światowej była jedyną kobietą, która zasiadała w komisji Instytutu Elektrotechniki, rozpatrującego wymagania dotyczące powojennych instalacji elektrycznych w domu. Zalecono nowy standard wtyczki i gniazdka elektrycznego, który zapewniłby bezpieczeństwo dzieci. Pełniła funkcję przewodniczącej Brytyjskiej Federacji Kobiet Biznesu i Zawodowych oraz przewodniczącej Międzynarodowej Federacji.
W 1947 roku została członkinią British Electrical Authority, które obsługiwało pierwszą krajową sieć elektroenergetyczną, jak również Damą Komandorem Orderu Imperium Brytyjskiego. Od 1953 do 1954 roku była przewodniczącą British Electrical Development Association, jako pierwsza kobieta na tym stanowisku.
Zasiadała w radach kilkunastu wyższych uczelni, m.in.: Administrative Staff College, King's College of Household & Social Science, London School of Economics & Political Science, Queen Elizabeth College, Bedford College for Women, Careers & Appointments Board University of Nottingham. Była członkinią rad British Institute of Management, Industrial Welfare Society i National Industrial Alliance oraz należała do Central Committee on Women's Training & Employment.
Podróżowała po Europie, Bliskim Wschodzie, Kanadzie i Stanach Zjednoczonych, na prośbę rządów Wielkiej Brytanii i Stanów Zjednoczonych jako honorowa doradczyni ds. szkolenia kobiet w Ministerstwie Pracy. Haslett zmarła po krótkiej chorobie w 1957 roku.